# Montbray
Montbray é uma comuna francesa na região administrativa da Normandia, no departamento da Mancha. Estende-se por uma área de 14,04 km². Em 2010 a comuna tinha 306 habitantes (densidade: 21,8 hab./km²).